# Yellow Dog Linux
Yellow Dog Linux (abreviado, YDL) es una distribución Linux creada para tener soporte para el procesador PowerPC. Se lanzó por primera vez en 1999 para el Apple Macintosh Inc. Yellow Dog Linux es un producto de Terra Soft Solutions, Colorado (EE. UU.), una compañía especializada en software basado en Linux para la arquitectura Power, y está basada en CentOS y Fedora.
El 11 de noviembre de 2008 Fixstars compra Terrasoft, haciéndose con todos los derechos de Yellow Dog Linux.
Yellow Dog Linux está principalmente dirigida a los ordenadores Macintosh de Apple, IBM BladeCenter JS2x y servidores Series P5, Mercury XR9, PlayStation 3, y varios otros sistemas y plataformas en torno a la arquitectura Power PC, como los comercializados por la propia Fixstars (como el YDL PowerStation).
La última versión estable es la 6.2 del 29 de junio de 2009. La anterior fue la 6.1, que fue publicada el 19 de noviembre de 2008.

## Características
Yellow Dog Linux es un derivado de Fedora Core y se basa en el gestor de paquetes RPM. A través de las sucesivas versiones de Yellow Dog Linux, Terra Soft Solutions ha invertido mucho en la aplicación de apoyo específicamente en el párrafo hardware de IBM y Apple. Como resultado de ello, Yellow Dog Linux soporta aceleración de gráfica y de audio de serie, aunque algunos otros componentes de hardware, como las tarjetas inalámbricas IEEE 802.11g AirPort Extreme de Apple 802.11g (presentes en PowerBooks e iBooks) no funcionan adecuadamente sin modificaciones en el núcleo.
Desde v5.0, Yellow Dog Linux incorpora por defecto un gestor de ventanas Enlightenment como escritorio predeterminado, aunque soporta e incorpora igualmente otros entornos como KDE, GNOME y Xfce.

## Aplicaciones para Yellow Dog
Gcalctool: es una poderosa calculadora gráfica con modos financiero, lógico y científico. Utiliza un paquete de precisión múltiple para hacer la aritmética, proporcionando un alto grado de precisión.
Xpad: editor de textos con la posibilidad de poner notas en la pantalla
Evolution: gestor personal de contenidos con cliente de correo.
Gnome-dictionary: es un programa que permite acceder de forma cómoda a los diversos servidores de diccionarios en formato DICT disponibles en internet, como Freedict.de o bien hacer uso de servidores y diccionarios instalados localmente.
Gnome-terminal: es un emulador de terminal para XFree86 escrito por Havoc Pennington y otros.
Vncviewer: es una herramienta para tu dispositivo con la cual podrás visualizar y controlar el escritorio de tu PC desde tu propio dispositivo.
Screen Capture: aplicación para hacer capturas
Gedit: editor de textos se caracteriza principalmente por su facilidad de uso, conseguida en gran parte gracias a una interfaz gráfica clara y limpia, mostrando únicamente las funcionalidades principales que suelen requerir la mayoría de usuarios.
Funciones:
- Soporte de textos internacionalizados, usando la codificación UTF-8.
- Coloreado del texto según la sintaxis de varios lenguajes de programación: C, C++ Java, Python...etc.
- Corrector ortográfico multi-idioma.
- Incorporación de plugins para ampliar las funcionalidades básicas del programa.
- Posibilidad de cambiar el color y fuente del texto del editor.
- Numeración de líneas.
- Búsqueda y reemplazo de texto.
- Edición de archivos remotamente.
- Copia de seguridad de los ficheros sobre los que se trabaja.

## Estrenos
Distribuida en dos DVD (uno de instalación y otro de fuentes), una YDL 4.1 tiene más de 1000 paquetes.
Yellow Dog Linux 5,0 es una de las primeras distribuciones de Linux para funcionar en PlayStation 3. Se ha diseñado específicamente para HDTV SDTV con lo que los usuarios tendrán que utilizar los comandos 'installtext ' y 'ydl480i' para ser capaz de instalar y ejecutar.

## Distribución
Yellow Dog Linux está disponible en dos ediciones que ofrecen dos DVD (de instalación y de fuentes) por un precio entre $50 y $100 (sin o con documentación). Parte del dinero producto de estas distribuciones financia el desarrollo del sistema operativo. Los envases están diseñados para hacer coincidir el recubrimiento de policarbonato blanco de la última PowerPC, iMacs e iBooks, equipos en los que la versión de escritorio es probable que se ejecute.
Como con la mayoría de las distribuciones Linux, Terra Soft Solutions también hace Yellow Dog Linux disponible como una descarga gratuita desde FTP público.